# Microcaecilia albiceps
Microcaecilia albiceps es una especie de anfibio gimnofión de la familia Caeciliidae.
Es endémica de la parte noroccidental de América del Sur: habita en los departamentos de Caquetá y Meta (Colombia), y en la Provincia de Napo (Ecuador).
Sus hábitats naturales incluyen bosques secos tropicales o subtropicales, plantaciones, jardines rurales y zonas previamente boscosas ahora muy degradadas.